# Rasoherina

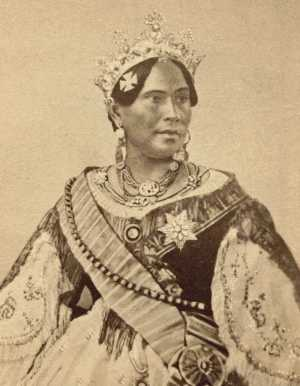
Rasoherina kring 1865.

Rasoherina född 1814, död 1 april 1868, drottning av Madagaskar, 13 maj 1863–1 april 1868.
Hon efterträdde sin mördade make, kung Radama II. Den verkliga makten under början av hennes styre innehades dock av premiärministern Rainivoninahitriniony som gifte sig med henne kort efter hennes kröning, och som varit en av ledarna i kuppen mot Radama II. År 1864 utsåg hon dennes bror Rainilaiarivony till premiärminister och gifte även om sig med honom. Rainilaiarivony blev då landets verkliga makthavare. Efter hennes död 1868 efterträddes hon av Ranavalona II, som sedan också gifte sig med Rainilaiarivony.